# Воймяни
Воймяни (пол. Wojmiany, нім. Woymanns) — село в Польщі, у гміні Гурово-Ілавецьке Бартошицького повіту Вармінсько-Мазурського воєводства.
Населення — 74 особи (2011).

## Демографія
Демографічна структура станом на 31 березня 2011 року:
|          | Загалом | Допрацездатний вік | Працездатний вік | Постпрацездатний вік |
| -------- | ------- | ------------------ | ---------------- | -------------------- |
| Чоловіки | 40      | 5                  | 31               | 4                    |
| Жінки    | 34      | 3                  | 19               | 12                   |
| Разом    | 74      | 8                  | 50               | 16                   |